# Policarpo Díaz Arévalo
Policarpo Díaz Arévalo, conegut com a Poli Díaz (Madrid, 21 de novembre de 1966) és un boxejador espanyol. Durant la seua carrera professional se'l va conèixer pel sobrenom de El Potro de Vallecas (el poltre de Vallecas), perquè va créixer al districte madrileny de Puente de Vallecas.
Va ser campió d'Europa dels pesos lleugers de la European Boxing Union, títol que va defensar reeixidament en 7 ocasions. Malgrat tot, la seua progressió es va vore truncada per uns hàbits de vida contraris a l'esport d'elit.

## Boxa
Poli Díaz va estar en actiu entre 1986 i 2001, tot i que el punt àlgid de la seua carrera va ser a finals dels anys 1980 i principis dels anys 1990.
L'inici de la seua carrera va ser molt reeixit. Es va proclamar campió d'Espanya el 5 de juliol de 1986, en vèncer a Jose Antonio Herrando per punts després de 10 assalts. Era el seu setè combat com a professional.
El 30 de novembre de 1988 va guanyar el títol europeu dels Pesos Lleugers de la EBU en derrotar per K.O. al cinqué assalt al boxejador italià Luca di Lorenzi.
El 27 de juliol de 1991 va aspirar al Títol Mundial dels Pesos Lleugers WBC, WBA, IBF davant el púgil nord-americà Pernell Whitaker al ring del The Scope (Norfolk, Virgínia, Estats Units d'Amèrica). Poli, que arribava invicte a aquell combat, va perdre per punts després de dotze assalts, amb unes valoracions de (120-107, 119-107 i 119-108). Poli Díaz va acabar el combat amb el canell i una costella fracturats.
Després d'aquell combat la seua carrera no tornaria a assolir cotes tan altes. El seu últim combat registrat es va celebrar el 6 de març de 2001 amb una victòria sobre el púgil colombià Luis Cardozo, "Robocop".
Poli Díaz va balafiar la fortuna que va guanyar boxejant. Va viure a una tenda de campanya al poblat de xaboles de La Rosilla, a Madrid. Tenia dos tendes i llogava una a drogoaddictes. Actualment està rehabilitat, després de treballar a diverses ocupacions (peó d'obra, jardiner...) viu amb la seua xicona a Vallecas i treballa com a professor de boxa.

## Cinema
A finals dels anys 90 va protagonitzar una pel·lícula pornogràfica titulada El potro se desboca -El Polte es desboca-, i va participar en altres dos: Las tentaciones eróticas del lama -Les temptacions eròtiques del lama- i Poli... el lama... y la que los lame -Poli... el lama... i la que els llepa-. Poli Díaz va tenir també un xicotet paper a la pel·lícula Torrente, el brazo tonto de la ley, on es va interpretar a si mateix.

## Miscel·lània
L'any 1990, l'equip de programació espanyol Ópera Soft, a través de la seua filial Ópera Soft, va publicar un videojoc titulat Poli Díaz Boxeo, a qui el púgil espanyol va cedir el seu nom i imatge. El videjoc es va programar per a ser compatible amb el sistema Sinclair ZX Spectrum i posteriorment es van llançar també edicions per a Amstrad CPC, MSX, Amstrad PCW i ordinador personal (MS-DOS).
L'any 2011 Poli Diaz va protagonitzar una peça de videoart de l'artista Omar Jerez titulada "Odisea de lo Imposible".